# Grandidierita
La grandidierita és un mineral de la classe dels silicats. Rep el seu nom de l'explorador francès Alfred Grandidier (1836-1912).

## Característiques
La grandidierita és un nesosilicat de fórmula química MgAl₃O₂(BO₃)(SiO₄). Cristal·litza en el sistema ortoròmbic. La seva duresa a l'escala de Mohs és 7,5. És l'anàleg amb magnesi de l'ominelita. Químicament és una espècie propera a la kornerupina.
Segons la classificació de Nickel-Strunz, la grandidierita pertany a «09.AJ: Estructures de nesosilicats (tetraedres aïllats), amb triangles de BO₃ i/o B[4], tetraèdres de Be[4], compartint vèrtex amb SiO₄» juntament amb els següents minerals: ominelita, dumortierita, holtita, magnesiodumortierita, garrelsita, bakerita, datolita, gadolinita-(Ce), gadolinita-(Y), hingganita-(Ce), hingganita-(Y), hingganita-(Yb), homilita, melanocerita-(Ce), minasgeraisita-(Y), calcibeborosilita-(Y), stillwellita-(Ce), cappelenita-(Y), okanoganita-(Y), vicanita-(Ce), hundholmenita-(Y), prosxenkoïta-(Y) i jadarita.

## Formació i jaciments
Va ser descoberta l'any 1902 al Cap d'Andrahomana, al districte de Tôlanaro, a la regió d'Anosy (Província de Toliara, Madagascar).